# Raymond Mériguet
 (septembre 2024).
Si vous disposez d'ouvrages ou d'articles de référence ou si vous connaissez des sites web de qualité traitant du thème abordé ici, merci de compléter l'article en donnant les références utiles à sa vérifiabilité et en les liant à la section « Notes et références ».
Raymond Mériguet Cousségal, né en le 9 décembre 1910 à Paris et mort le 21 juillet 1988 à Quito, est un militant, homme d'affaires, antinazi et antifasciste français.

## Biographie
Raymond Mériguet naît à Paris. Il a été marié à la femme politique et écrivaine équatorienne Nela Martínez de 1951 jusqu'à sa mort.
En 1988, Mériguet a publié un livre intitulé Antinazismo en Ecuador, años 1941–1944 (en français : « L'antinazisme en Équateur, années 1941-1944 »), un recueil de documents et d'articles de journaux sur l'antinazisme en Équateur pendant la Seconde Guerre mondiale.
Il meurt en 1988 à Quito en Équateur.